# نیکولسک (استان آرخانگلسک)
نیکولسک (به لاتین: Nikolsk) یک منطقهٔ مسکونی در روسیه است که در استان آرخانگلسک واقع شده‌است.